# N8 (Demokratische Republik Kongo)
Die N8 ist eine Fernstraße in der Demokratischen Republik Kongo, die in Yohu an der Ausfahrt der N7 beginnt und in Mbandaka endet. In Likola kreuzt sie mit der N22. Sie ist 831 Kilometer lang.